# Saison 7 de Archer
Chronologie
Saison 6 Saison 8 : Dreamland
Cet article présente les épisodes de la septième saison, aussi connue sous le titre de Archer : Figgis, de la série télévisée d'animation Archer.

## Épisodes
| № | #  | Titre                                              | Scénario  | Première diffusion (États-Unis) | Audience (en millions) |
| --- | -- | -------------------------------------------------- | --------- | ------------------------------- | ---------------------- |
| 76 | 1  | Reconversion The Figgis Agency                     | Adam Reed | 31 mars 2019                    | 1,07                   |
| Dans l'arrière-cour d'un manoir hollywoodien au milieu de la nuit, deux détectives enquêtent sur un cadavre flottant dans la piscine. Ils discutent de la possibilité que la propriétaire du manoir, Veronica Deane, soit suspectée dans l'homicide apparent. Après avoir discuté de la façon dont le meurtre s'est produit (et des noms de porno gay), ils vont interroger les domestiques dans le manoir, laissant derrière eux le cadavre flottant de Sterling Archer. Six mois avant tout cela, un Archer encore vivant, ainsi que Lana, Cyril, Pam, Cheryl, Ray (qui est à nouveau en fauteuil roulant) et Malory endurent une autre journée lente au bureau de l'agence Figgis ; un nom qu'Archer n'aime pas trop. Cyril, d'autre part, n'est que trop heureux d'informer Archer qu'il était la seule personne ayant la formation et l'expérience nécessaires pour être le propriétaire de l'agence d'enquête privée susmentionnée. Malory, quant à lui, déplore le fait qu'ils n'ont pas reçu de travail dans les trois mois depuis leur ouverture. Alors qu'Archer se dispute avec sa mère, une femme vient au bureau pour demander leurs services. Elle se présente comme Veronica Deane, une actrice célèbre. Cyril l'emmène dans son bureau pour discuter de plus de détails (et pour échapper à Ray jaillissant sur elle). Veronica les informe qu'elle a été volée récemment, et parmi les objets qui lui ont été volés se trouvait un disque contenant des informations « sensibles », qu'elle est déterminée à récupérer. Cyril et Archer ont alors une dispute sur la structure des frais, qui est interrompue lorsque Veronica offre 100 000 $ pour le retour du disque. Peu de temps après, Archer commence à informer tout le monde de leur nouvelle mission. Cependant, Cyril s'oppose au fait qu'Archer appelle les coups dans sa propre agence. Archer recule et laisse la parole à Cyril. Cyril s'en remet alors à Archer. Une brève émasculation de Malory plus tard, Archer attribue des rôles pour le groupe ; à l'exception de Pam, qui offre ses services en tant que « muscle ». Cheryl est chargée d'acquérir des schémas sur la maison où le disque est conservé, ainsi que des informations sur le propriétaire, Alan Shapiro. Lana doit assister Archer dans ses tâches d'infiltration et Ray, avec ses compétences en matière de craquage de sécurité, est chargé de l'acquisition des actifs. En réalisant qu'il est sur l'horloge, Ray se lève de son fauteuil roulant. Archer, Lana, Cyril et Ray se dirigent ensuite vers la chaufferie, qui sert également de nouveau laboratoire du Dr Krieger. Krieger distribue ensuite les outils qu'il juge nécessaires à leur mission, y compris des friandises pour chiens contenant de la drogue (qu'il appelle affectueusement Hush Puppies), sa dernière « invention », un grappin propulsé par une fusée (brevet inexistant), et une lance thermique. Alors que l'équipage s'apprête à partir, Archer est préoccupé par le nettoyage d'une empreinte de main sur sa nouvelle Ferrari 308 GTS. Malheureusement, en raison d'une pompe à essence défectueuse, la voiture est inutilisable. Au manoir, le cambriolage commence bien, car le trio d'Archer, Lana et Ray utilise des grappins pour s'infiltrer dans la maison. Cependant, en raison du fait que Cheryl oublie de leur dire qu'il y a des chiens de garde, Archer est bientôt attaqué et tombe d'une falaise avant que les friandises n'assomment les chiens. Alors que Lana et Ray essaient de casser le coffre-fort, Archer revient, et après une brève dispute sur l'âge et l'apparence de Deane, ils sont découverts par une traînée de sang laissée par une morsure de chien sur le bras d'Archer. Après avoir été attaqué avec des grenades par les gardes au sommet de la falaise, Archer donne le disque à Lana et demande à Ray de la ramener à la camionnette, pendant qu'il tombe en évitant plus de grenades. Le lendemain, Cyril donne le disque à Deane pendant qu'elle remet les 100 000 $ avant de partir. Alors que l'équipe discute, une autre femme entre, et dit être la vraie Veronica Deane. |    |                                                    |           |                                 |                        |
| 77 | 2  | Après le bip The Handoff                           | Adam Reed | 7 avril 2019                    | 0,75                   |
| Reprenant immédiatement là où l'épisode précédent s'est arrêtée, Archer et le reste des agents de l'agence Figgis se rendent compte qu'ils se sont fait avoir. Veronica Deane se présente au bureau pour signaler qu'elle fait l'objet d'un chantage après s'être fait voler un disque d'ordinateur contenant des informations « sensibles » ; le même disque marqué « Longwater » que les agents viennent de voler et de livrer à une femme énigmatique se faisant passer pour Veronica Deane (un fait que Cyril révèle presque accidentellement). Deane promet 200 000 $ pour le retour du disque et les détectives prennent l'affaire avec impatience. Archer et Lana se dirigent vers le manoir d'Alan Shapiro, ou plutôt « y retournent ». Alors que les chiens de garde les reconnaissent, Shapiro, heureusement, ne le fait pas. Les maîtres chanteurs l'ont informé d'apporter 2 millions de dollars en échange du disque. Lana se fait passer pour la chauffeuse de Shapiro, Archer se cache dans le coffre et les trois partent en voiture pour rencontrer un gang de motards et effectuer le transfert. Tout se passe comme prévu jusqu'à ce que l'un des motards ouvre la mallette pour trouver non pas 2 millions de dollars, mais plutôt 2 piles de flyers de Pam pour l'agence. Dépassés et maîtrisés, Lana, Shapiro et un Archer toujours inconscient sont ramenés par les bandits dans leur cachette. Pendant ce temps, de retour à l'agence, les vieilles habitudes ont la vie dure alors que Cheryl, Pam et Ray retombent dans un malaise général. Malory encourage Cyril à se réinventer du maniaque du contrôle qu'il était à New York à quelqu'un de mieux, et insiste pour que les autres se mettent au travail et prennent contact avec Archer et Lana, qui sont en retard avec leur rapport. Contre leur meilleur jugement, ils appellent le téléphone d'Archer. La sonnerie d'Archer retentit à l'intérieur du coffre de la limousine, alertant les bandits de sa présence. Ce qui suit est un combat très long et graphique entre Archer et les motards, que les agents confondent avec les farces de messagerie vocale les plus récentes et les plus élaborées d'Archer. Après s'être occupé de tous les bandits sauf deux, Archer trouve Lana et Shapiro menottés à un tuyau dans la cuisine. Shapiro révèle plusieurs choses : qu'il n'a pas apporté l'argent parce que ni lui ni Deane ne pouvaient se le permettre, qu'il savait que les détectives étaient des espions et qu'il est amoureux de Veronica Deane. Archer laisse échapper que ce sont eux qui ont volé le disque en premier lieu (et empoisonné les chiens). Toute l'agitation alerte les motards. Ils prévoient de les tuer tous les trois jusqu'à ce que Shapiro offre le chèque de banque de 200 000 $ qui était destiné aux détectives. Ils sont sur le point de prendre l'argent quand Malory et les autres, ayant réalisé que l'appel n'était pas une farce, font irruption et sauvent la situation. De retour au bureau, Cyril mène une autopsie de l'affaire. L'événement est un succès mitigé, mais des questions subsistent : qu'est-ce que « Longwater », et qui essaie de faire chanter Veronica Deane ? Mystères mis à part, l'agence Figgis a gagné 200 000 $ et Shapiro a promis de recommander le groupe à ses contacts hollywoodiens. Les choses s'améliorent. |    |                                                    |           |                                 |                        |
| 78 | 3  | L'école des coups durs Deadly Prep                 | Adam Reed | 14 avril 2019                   | 0,79                   |
| Archer, Lana et Malory emmènent Abbiejean dans une illustre école préparatoire dans l'espoir de relancer sa vie sur la bonne voie. Cependant, entre le faible taux d'admission et les attitudes sectaires du conseil d'administration, les chances semblaient déjà contre lui. C'est jusqu'à ce qu'Archer rencontre une explosion indésirable du passé, Richard Stratton IV, alias Ivy, un surnom basé sur son suffixe générationnel IV. Archer devient visiblement énervé après avoir posé les yeux sur Ivy, qui l'appelle Swirling Archer. Ivy se présente à Malory et Lana et Abbiejean, étant le conseil d'administration de l'école maternelle. Ivy demande à Archer de le rencontrer plus tard, sous prétexte d'aider AJ à entrer dans Country Day. Lana fait pression sur Archer pour qu'elle rencontre Ivy, voulant que leur fille réussisse dans la vie. Archer rencontre Ivy et, lors de cette réunion, se souvient qu'il a écrit pendant trois ans à la crosse, et non les quatre ans. Archer explique qu'il ne l'a pas fait parce qu'Ivy et son meilleur ami Trent Whitney se sont ligués contre Archer lors de sa première année, l'ont attaqué et l'ont plongé dans des toilettes pleines d'urine de Whitney. Après avoir été frappé au nez par Whitney, Archer s'est évanoui et a aspiré de l'urine et de l'eau dans ses poumons, ce qui a entraîné une hospitalisation de 5 semaines pour une pneumonie. Ivy fait avancer la conversation et dit à Archer qu'il est en train de mourir d'un cancer de stade 4, il veut organiser une effraction dans laquelle Archer le tue et il paiera 100 000 $ et laissera une lettre de recommandation à la fille d'Archer. Pendant ce temps, de retour à l'agence Figgis, Archer informe Cyril de la mission, laissant de côté des détails évidemment importants, forçant Cyril à demander à Lana et Ray de suivre Archer, ce à quoi Lana répond qu'elle doit faire hamentashen, et Ray refuse, en supposant que Lana obtient un laissez-passer parce qu'elle a un vagin. Cheryl et Pam entrent, s'enquièrent de la passe vaginale susmentionnée et de ses avantages, tandis que Cyril se prépare à suivre Archer. Cette nuit-là, Archer fait irruption dans ce qu'il pense être la maison d'Ivy où il est surpris de trouver Whitney, son autre intimidateur de l'école préparatoire. Whitney a détourné de leur fonds spéculatif Stratton-Whitney et a couché avec la femme d'Ivy pendant cinq ans. Whitney propose de payer le double de ce qu'Ivy paie à Archer, qui recommence le prix, à quel point Cyril entre, prenant Archer en flagrant délit de mensonge. Avant longtemps, Whitney est tuée par Ivy, qui est un tireur d'élite formé à distance à l'extérieur de la maison. Lana est ensuite arrêtée par Diedrich et ses objets de valeur confisqués (ce qui comprend « un laissez-passer vaginal grossièrement dessiné »). Cyril et Archer se cachent dans la cuisine. Archer dit à Cyril de retirer l'argent du coffre-fort pendant qu'Archer attire le feu d'Ivy et se précipite vers la voiture. Cyril trouve l'argent, ainsi que des fichiers et des disques intitulés « Longwater », mais les laisse derrière lui, craignant qu'Archer ne le quitte. Alors que Cyril s'échappe, la maison est détruite dans une explosion causée lorsqu'une des balles d'Ivy enflamme la fuite de gaz causée par une balle précédente. Une poursuite à grande vitesse s'ensuit, dans laquelle Archer prend le dessus sur Ivy, dans l'intention de le livrer à la police pour ses crimes. Malheureusement, la voiture d'Ivy tombe de la falaise et il est tué dans l'accident, tandis qu'Archer survit, sautant à la dernière seconde. S'appuyant sur ses propres expériences de l'élitisme auquel il a été confronté, Archer explique à Lana (qui est derrière les barreaux pour l'incident hamentashen) que malgré son intelligence suffisante, Abbiejean n'a pas besoin d'aller à l'école privée, plus les inconvénients de la laisser tomber et de la choisir. up, ce qu'il ne veut pas faire. Il part et refuse de mettre de l'argent sur le compte de la cantine de Lana.                          |    |                                                    |           |                                 |                        |
| 79 | 4  | Enfants sans mamans Motherless Child               | Adam Reed | 21 avril 2019                   | 0,79                   |
| Alors qu'Archer sort ivre d'un bar un soir, il est furieux de trouver une botte sur la roue avant de sa voiture. Avec un timing impeccable, un taxi arrive à s'arrêter à côté de lui et il monte. Une fois dans le taxi, cependant, les portes se verrouillent et Archer se retrouve piégé à l'intérieur avec nul autre que Barry Dylan, drapé de gaze en raison de la perte de son chair extérieure après leur dernière rencontre. Après une tentative d'évasion infructueuse qui aggrave les acouphènes d'Archer, Barry révèle qu'il veut en fait embaucher Archer. Barry raconte qu'il a grandi dans un orphelinat et qu'il n'a jamais connu sa mère. Il espère acquérir les services de l'agence Figgis pour la retrouver et trouver une mesure de fermeture. Un refus et une plaisanterie inopportune plus tard, Barry jette Archer hors du taxi. Alors qu'il retourne au bureau, Archer trouve le reste de l'agence Figgis (sans Malory) sous la menace d'une arme par Barry. Ayant anticipé le refus d'Archer d'aider, Barry dit à Archer qu'il avait kidnappé sa mère. Finalement, ils découvrent l'emplacement de la mère de Barry mais il ne peut pas lui rendre visite avec son apparence robotique actuelle. Krieger apparaît et dit qu'il a une solution. Il révèle à l'horreur de tous qu'il a un laboratoire contenant des skins et des mains de secours pour eux. Krieger leur dit qu'il les avait sans raison. Il demande à Barry qui il choisira pour sa peau, alors que Barry commence à réfléchir. Plus tard, Archer se moque du choix de Barry, alors que ce dernier lui demande s'il pensait l'avoir choisi pour le porter. Il révèle ensuite qu'il a choisi le masque facial et les mains ressemblant à Cyril de Krieger et part à la rencontre de sa mère, mais se fait renverser par un bus après avoir quitté le bâtiment. Barry annonce qu'il va bien. |    |                                                    |           |                                 |                        |
| 80 | 5  | Tenue correcte exigée, partie 1 Bel Panto: Part I  | Adam Reed | 28 avril 2019                   | 0,68                   |
| Alors que l'agence Figgis est à une soirée caritative pour surveiller le collier de perle de Veronica Deane, des hommes masqué interviennent et presque tous les invités sont pris en otage, à l'exception d'Archer et de Veronica Deane. |    |                                                    |           |                                 |                        |
| 81 | 6  | Tenue correcte exigée, partie 2 Bel Panto: Part II | Adam Reed | 5 mai 2019                      | 0,83                   |
| Presque tous les otages sont relâchés à la suite de l'arrivée du SWAT, tous à l'exception de l'agence Figgis, les musiciens et de Shapiro. Alors qu'Archer tente de sauver la situation, Pam réussit à se libérer et les clowns (qui se révèlent avoir été employés par Shapiro) décident de quitter la salle en se faisant passer pour les invités et faisant passer les invités pour les clowns. |    |                                                    |           |                                 |                        |
| 82 | 7  | Doublement indécent Double Indecency               | Adam Reed | 12 mai 2019                     | 0,76                   |
| Cheryl reçoit un appel téléphonique de Donald Zissner, un homme riche qui a des problèmes conjugaux avec Barbie Zissner, qui croient tous les deux que l'autre les trompe. Cheryl écrit une description très vague de l'appel téléphonique en disant « Zissner, bureau, réunion, 10h00 ». Cyril, Ray et Archer se rendent au bureau de Donald Zissner à 10 h, tandis que Barbie Zissner se rend au bureau de l'agence Figgis, où ils demandent aux deux groupes pour séduire l'autre Zissner et l'enregistrer pour prouver que l'autre triche. Archer parie que Krieger peut séduire Barbie avant que Cyril et Ray parient le contraire, tandis que Lana parie que Pam peut séduire Donald avant Cheryl et Malory parie le contraire. |    |                                                    |           |                                 |                        |
| 83 | 8  | Déjeuner Liquide Liquid Lunch                      | Adam Reed | 19 mai 2019                     | 0,70                   |
| Sterling Archer et Lana Kane sont invités par Slater à assassiner un ancien expérimentateur MK-ULTRA, tandis que le docteur Krieger tente d'hypnotiser tout le bureau (un pari a été placé, car le casting principal ne croyait pas que c'était possible) autre que Ray, qui a demandé l'immunité alors qu'il aidait Krieger à effrayer le reste du bureau. Krieger a violé la règle de ne pas utiliser de médicaments psychotropes, il a utilisé la scopolamine chimique. Archer et Lana Kane (avec l'aide de Slater) ont retrouvé un associé d'Eckerd, qui a révélé où Eckerd séjournait (l'hôtel Tuntford Arms) sous la menace de waterboarding par Slater, cela a révélé qu'Archer n'avait jamais été waterboardé, car il a sauté cela jour de formation à l'agence, l'amenant à proclamer que toute personne sensible au waterboarding « a un vagin » - Archer était attaché à une table, dont il se moquait toujours de Slater, la scène a ensuite été coupée dans une voiture, avec un Archer choqué racontant Slater et Lana à quel point le waterboarding était terrible. Au bureau, Krieger réussit à hypnotiser tout le monde et à l'enregistrer sur vidéo (sauf Ray, qui avait Pam, Cyril et Cheryl agissant comme des chiens). Au Tuntford, Archer, Slater et Lana trouvent Eckerd, qui leur tire dessus avant de s'échapper vers un escalier, Slater procède à la sécurisation du hall, tandis qu'Archer et Lana poursuivent Eckberd jusqu'au toit. Eckberd est découvert sur le toit par Archer et Lana, précairement situés au bord. Il procède à un discours sur la façon dont MK-ULTRA ne s'arrête pas avec lui (en le comparant à un Mobius Strip) Archer essaie de se faufiler, seulement pour croquer le gravier sous ses pieds, Eckberd se retourne, voyant ce qui a causé le bruit, mais tombe du toit. Alors que Slater est en colère qu'ils aient échoué dans leur mission, il admet qu'il n'allait pas les payer, peu importe leur succès et leurs départs. Lana quitte alors Archer, déclarant avec colère qu'ils font une pause. De retour au bureau, Cyril, Pam et Cheryl regardent le clip, et Ray mentionne à Malory qu'il a été exposé à la scopolamine, avant que la scène ne passe dans un laboratoire dirigé par Krieger, qui parle de refroidir vos jets à Malory, qui procède à entrer en « mode off », révélant que Krieger a une copie robotique de tout le bureau (Cyril, Cheryl, Lana, Malory, Pam, Ray et Sterling). |    |                                                    |           |                                 |                        |
| 84 | 9  | Velours Mortel, partie 1 Deadly Velvet: Part I     | Adam Reed | 26 mai 2019                     | 0,76                   |
| Après qu'Archer ait sauvé Veronica Deane et Alan Shapiro d'un chariot élévateur incontrôlable, elle et Archer ont des relations « collantes » dans sa loge. Alors que Shapiro essaie de les arrêter avec l'aide de Pam et Cheryl, Lana trouve Archer nu dans la loge de Veronica et l'agresse, lui criant dessus pour avoir couché avec Veronica. Le détective Diedrich et Harris les informent qu'Ellis Crane a été assassiné et qu'ils sont tous suspects. Ensuite, Veronica dit que ça ne peut pas être elle ou Archer parce qu'ils étaient ensemble jusqu'à « presque le coup de trois ». L'épisode se termine avec plus de questions que de réponses. |    |                                                    |           |                                 |                        |
| 85 | 10 | Velours Mortel, partie 2 Deadly Velvet: Part II    | Adam Reed | 2 juin 2019                     | 0,71                   |
| L'épisode reprend avec Archer rencontrant les androïdes de Krieger et utilisant son sosie androïde dans un complot pour amener Veronica Deane à avouer le meurtre de son ex-mari. L'ensemble du film Deadly Velvet était une arnaque que Veronica et son ex-mari Ellis Crane ont mis en place pour obtenir des millions de dollars de fraude à l'assurance, mais Ellis la retire de l'accord et Veronica l'assassine et tente d'encadrer Lana Kane. Archer récupère son sosie androïde et le couple affronte Veronica. L'androïde reçoit trois balles dans le ventre et atterrit dans la piscine, apparemment mort. Le vrai Archer émerge et est abattu. Lorsque le reste de l'agence Figgis arrive, Archer sort blessé mais toujours en vie. Alors qu'il s'agenouille pour proposer à Lana, il commence à mal fonctionner - révélant que cet Archer est l'androïde, et que l'original a apparemment été abattu et tué... |    |                                                    |           |                                 |                        |